# آرنالدو بونفانتی
آرنالدو بونفانتی (انگلیسی: Arnaldo Bonfanti؛ زادهٔ ۱۸ مارس ۱۹۷۸) بازیکن فوتبال اهل ایتالیا است.
از باشگاه‌هایی که در آن بازی کرده‌است می‌توان به باشگاه فوتبال آتالانتا، باشگاه فوتبال نووارا، باشگاه فوتبال یو. اس. پرگولیتزه، و باشگاه فوتبال رجانا اشاره کرد.